# Кефалотирі
Кефалотирі (грец. κεφαλοτύρι) — твердий, солоний сир з овечого молока, іноді додається молоко кози або корови, традиційний для Греції та Кіпру (коров'яче молоко не допускається додавати на Кіпрі).
Схожий на сир кефалограв'єра, який виготовляється з коров'ячого молока або суміші овечого і коров'ячого, іноді кефалограв'єра навіть продається за межами Греції та Кіпру як кефалотирі. Залежно від молочної суміші, що використовується в процесі, колір може варіюватися від жовтого до білого.
У смаком кефалотирі нагадує грюєр, але він дещо важчий і дуже солоний. Бувши дуже твердим сиром, кефалотирі споживається обсмаженим в оливковій олії — ця страва називається саганакі. До розплавленого сиру додають такі продукти, як спагеті, м'ясо, овочі. У Греції його їдять як мезе з узо або потертим на смажені та варені страви.
Кефалотирі — популярний сир у Греції, власне він виник у Греції у візантійську епоху. . Його здебільшого можна знайти в магазинах делікатесів у негрецьких країнах.
Кефалотирі витримують від 3 місяців і більше.